# Andrzej Ignacy Niemojewski

Herb Rola

Andrzej Ignacy Niemojewski herbu Rola (zm. 1701) – kasztelan bydgoski.

## Rodzina
Syn Dadźboga i Anny Jemielskiej, wnuk Macieja Feliksa (zm. 1625), wojewody pomorskiego. Siostra Andrzeja, poślubiła Pawła Jana Sierakowskiego, kasztelana dobrzyńskiego
Dwukrotnie żonaty. Poślubił córkę kasztelana gnieźnieńskiego Annę Tuczyńską von Wedel. Z małżeństwa urodziło się 4 synów: Andrzej, Jakub, Jan i Józef.

## Pełnione urzędy
Od 1669 miecznik inowrocławski, cześnik inowrocławski w latach 1676-1685, burgrabia kcyński, następnie podczaszy bydgoski 1685.
W latach 1686–1701 pełnił urząd kasztelana bydgoskiego, po śmierci Andrzeja Gąsiorowskiego.
Poseł województw kujawskich do króla w 1683 roku. 
Poseł sejmiku radziejowskiego na sejm 1685 roku.
5 lipca 1697 roku podpisał w Warszawie obwieszczenie do poparcia wolnej elekcji, które zwoływało szlachtę na zjazd w obronie naruszonych praw Rzeczypospolitej.